# 23. marts
23. marts er dag 82 i året i den gregorianske kalender (dag 83 i skudår). Der er 283 dage tilbage af året.
- Fidelis dag. Der er måske tale om en hellig kapuciner-munk fra cirka 1590. Han er juristernes skytshelgen.
- FN's meteorologiske verdensdag.

### Begivenheder
Født - Dødsfald
- 1839 - Det første dokumenterede eksempel på brugen af "ok" som forkortelse for "oll korrect" forekommer i Boston Morning Post.
- 1877 - Socialistlederen Louis Pio rejser til USA efter trusler fra politiet og bestikkelse fra danske arbejdsgivere og firmaer.
- 1900 - Den britiske arkæolog Arthur Evans begynder udgravningen af Knossos på Kreta.
- 1903 - Brødrene Wright søger om patent på deres flyvemaskine.
- 1919 - Benito Mussolini stifter det italienske fascistparti.
- 1925 - Myndighederne i den amerikanske stat Tennessee forbyder undervisning i skolerne efter darwinistiske tanker. Med andre ord: Eleverne må ikke lære, at mennesket måske stammer fra aberne, men skal fortsat belæres i den bibelske historie om verdens og menneskets skabelse.
- 1935 - Det britiske statssamfund, Commonwealth, etableres med underskrivelsen af en konstitution på Filippinerne.
- 1943 - Tyske tropper angriber Eskimonees i Nordøstgrønland, og de cirka 20 slædepatruljefolk der må flygte. Tyskerne brænder stedet ned og begynder opførelsen af en vejrstation, der dog i maj bliver bombet af amerikanerne.
- 1943 - Ved et folketingsvalget bliver valgdeltagelsen på 89,5 procent - den til da højeste i Danmark. Vinderne af valget bliver de partier, der samarbejder med tyskerne. Nazistpartiet får uforandret 3 mandater, mens det nazistisk orienterede Bondepartiet bliver halveret til 2 mandater.
- 1948 - Folketinget vedtager Hjemmestyreloven, der ophæver Færøernes hidtidige status af amt og gør øgruppen til et selvstyrende folkesamfund i det danske rige.
- 1956 - Pakistan bliver den første erklærede islamiske republik i verden.
- 1962 - Helsingforsaftalen om nordisk samarbejde blev underskrevet, og dagen fejres som Nordens dag.
- 1963 - Grethe og Jørgen Ingmann vinder det internationale Melodi Grand Prix med Dansevise. Det er første gang, Danmark vinder Grand Prixet.
- 1969 - Verdens til dato længste bro, Second Lake Pontcartrain Causeway, som forbinder Mandeville og Metairie i Louisiana USA, bliver indviet. Broen er 38.422 meter lang.
- 1980 - Folkeafstemning afholdes i Sverige om afvikling af landets atomkraftanlæg. Konklusionen af resultatet bliver uklar og stærkt debatteret.
- 1983 - USA’s præsident Ronald Reagan erklærer sin støtte til et revolutionerende forsvarssystem, det såkaldte ”stjernekrigsprojekt” (SDI), til beskyttelse af USA mod sovjetiske angreb og meddeler, at USA vil sætte gang i udviklingen af det stærkt omdiskuterede raketforsvarssystem.
- 1991 - Trafikministrene Kaj Ikast og Georg Andersson underskriver i København den dansk-svenske aftale om en fast forbindelse over Øresund - Øresundsbroen, der bliver indviet i 2000.
- 1996 - Kristeligt Folkeparti afviser at godkende muslimer som folketingskandidater for partiet.
- 1998 - James Camerons film Titanic får 11 Oscars ved prisuddelingen i Hollywood og tangerer dermed Ben Hur fra 1959.
- 2001 - Den russiske rumstation Mir styrter planmæssigt ned i Stillehavet ud for New Zealand.
- 2005 - Prins Joachim og prinsesse Alexandra indgiver formelt ansøgning om skilsmisse.
- 2007 - PlayStation 3 frigives i Europa.

### Født
- 1749 - Pierre-Simon Laplace, fransk matematiker og astronom (død 1827).
- 1858 - Ludwig Quidde, tysk pacifist og modtager af Nobels fredspris (død 1941).
- 1864 - Louis Glass, dansk musiker og komponist (død 1936).
- 1880 - Niels Hansen, kgl. dansk kammersanger (død 1969).
- 1904 - A.C. Normann, dansk folketingspolitiker og minister (død 1978).
- 1905 - Lale Andersen, tysk sanger (død 1972).
- 1905 - Joan Crawford, amerikansk skuespiller (død 1977).
- 1910 - Akira Kurosawa, japansk filminstruktør (død 1998).
- 1912 - Wernher von Braun, tysk-amerikansk fysiker (død 1977).
- 1929 - Roger Bannister, engelsk løber (død 2018).
- 1931 - Viktor Korchnoi, russisk skakspiller (død 2016).
- 1936 - Ester Bock, dansk forfatter.
- 1939 - Iris Garnov, dansk forfatter.
- 1941 - Anne Fabricius-Bjerre, dansk forretningskvinde.
- 1945 - Erik Bering, dansk blomsterkunstner (død 2021).
- 1946 - Verner Blaudzun, dansk automekaniker og tidligere cykelrytter.
- 1948 - Niels "Gogge" Barfod, dansk jazzmusiker.
- 1953 - Chaka Khan, amerikansk sangerinde.
- 1956 - Jose Manuel Durao Barroso, portugisisk politiker og formand for EU-kommissionen.
- 1958 - Connie Bork, dansk digter.
- 1959 - Jes Dorph-Petersen, dansk tv-vært.
- 1960 - Allan Olsen (skuespiller), dansk skuespiller.
- 1963 - Niels Krause-Kjær, dansk forfatter og journalist.
- 1968 - Damon Albarn, engelsk musiker.
- 1971 - Natasja Deriougina, russisk håndboldspiller.
- 1972 - Peter Møller, dansk tv-vært og tidligere fodboldspiller.
- 1973 - Jerzy Dudek, polsk fodboldspiller.
- 1974 - Camilla Martin, dansk radiovært og tidligere badmintonspiller.
- 1974 - Pernille Blach Hansen, dansk folketingsmedlem.
- 1985 - Louise Ørnstedt, dansk elitesvømmer.
- 1989 - Mike Will Made It, amerikansk musikproducer.
- 1994 - Nick Powell, Professionel fodbold spiller, Manchester United

### Dødsfald
- 1801 - Paul 1., russisk zar (født 1754) - myrdet.
- 1842 - Stendhal, fransk forfatter (født 1783).
- 1935 - Hans Trojel, dansk apoteker og grundlægger (født 1862).
- 1937 - Helge Rode, dansk digter og kritiker (født 1870).
- 1945 – Christian Nøkkentved, dansk bygningsinspektør og professor (født 1892).
- 1964 - Peter Lorre, ungarsk-amerikansk skuespiller (født 1904).
- 1975 - Mette von Kohl, dansk skuespiller (født 1917).
- 1983 - Barney Clark, amerikansk tandlæge og første person med et kunstigt hjerte (født 1921).
- 1984 - K.B. Andersen, dansk folketingsformand og udenrigsminister (født 1914).
- 1992 - Friedrich Hayek, østrigsk-britisk økonom og modtager af Nobelprisen i økonomi (født 1899).
- 1998 - Ole Byskov, dansk tegner (født 1925).
- 2001 - Knud Thorbjørnsen, dansk koncertarrangør (født 1941).
- 2003 - Tage Nielsen, dansk komponist (født 1929).
- 2007 - Johannes Aagaard, dansk teolog (født 1928).
- 2011 - Elizabeth Taylor, britisk-amerikansk skuespillerinde (født 1932).
- 2012 - Abdullahi Yusuf Ahmed, somalisk politiker (født 1934).
- 2013 - John Hatting, dansk sanger og sangskriver (født 1948).
- 2015 - Lee Kuan Yew, Singapores første premierminister (født 1923).
- 2021 - Peter Viskinde, dansk musiker og kunstner (født 1953).
- 2024 - Flemming Leth, dansk journalist og tv-vært (født 1943).

|  | Denne datoartikel kan blive bedre, hvis der indsættes et (bedre) billede Du kan hjælpe ved at afsøge Wikimedia Commons for et passende billede eller uploade et godt billede til Wikimedia Commons iht. de tilladte licenser og indsætte det i artiklen. |